# Miren Arzalluz
Mirin Arzalluz Loroño (Bilbao, 1978) és una historiadora de l'art i comissària d'exposicions basca, experta en moda. Des de 2018 dirigeix el Palau Galliera, un museu de Moda ubicat a París. Ha estat directora d'exposicions del Museu Balenciaga de Getaria. La tardor de 2024 es va anunciar que l'abril de 2025 serà nomenada directora del Museu Guggenheim Bilbao en substitució de Juan Ignacio Vidarte, l'únic director que ha tingut fins ara el museu.

## Trajectòria
Mirin Arzalluz, nascuda a Bilbao el1978, va estudiar Història de l'art a la Universitat de Deusto, on també es va doctorar. Arzalluz és a més màster en Història de l'Art pel Courtauld Institute of Art de Londres i màster en Política Comparada per la London School of Economics de Londres.
Arzalluz va ser responsable de col·lecció i exposicions de la Fundació Cristóbal Balenciaga de 2006 a 2013, període en el qual va publicar el seu llibre Cristóbal Balenciaga La forja del Maestro (1895-1936).
Entre 2013 i 2017 ha comissariat diverses exposicions de moda en col·laboració amb museus com el Palais Galliera, el Musée de l'histoire de l'immigration de París, el Museu de Belles Arts de Bilbao i el MoMu d'Anvers. És directora del Palais Galliera des de gener de 2018.
En 2024 ha estat triada pel patronat del Museu Guggenheim Bilbao per a substituir a Juan Ignacio Vidarte en la direcció del museu a partir de la seva retirada a l'abril de 2025.